# Zum Leben erweckt
Zum Leben erweckt (Originaltitel: Life-Size) ist eine US-amerikanische Fantasy-Filmkomödie aus dem Jahr 2000. Regie führte Mark Rosman, der gemeinsam mit Stephanie Moore auch das Drehbuch schrieb.

## Handlung
Die Mutter von Casey Stuart stirbt. Da Caseys Vater Ben, ein Anwalt, sehr beschäftigt ist, fühlt sich Casey vereinsamt. Mit Hilfe eines Zauberbuches versucht Casey, ihre Mutter zurück ins Leben zu holen. Der Gegenstand, der ihr dabei weiterhelfen soll: Die Bürste ihrer Mutter, in welcher sich Haare ihrer Mutter befinden. Zu Caseys Unglück jedoch betritt die Arbeitskollegin ihres Vaters, welche ihr zuvor eine ‘EVE-Puppe’ geschenkt hatte, das Zimmer und sorgt für Unordnung. Wütend verlässt Casey den Raum. Um Casey etwas Gutes zu tun, kämmt die Arbeitskollegin Eve die Haare, welche durch die Unordnung durcheinander sind. Somit befinden sich nun nicht mehr einzig die Haare von Caseys Mutter, sondern auch die der Eve-Puppe auf der Haarbürste.
Nachdem die Arbeitskollegin das Zimmer verlassen hat, spricht Casey den Zauberspruch, welcher zunächst nicht zu wirken scheint. Am nächsten Morgen jedoch, als sie, den Zauberspruch murmelnd, erwacht, trifft sie der Schock. ‘Eve’ liegt neben ihr, und zwar in lebendiger Form und Lebensgröße. Das Mädchen versucht nun, Eve zurückzuverwandeln. Währenddessen fängt ihr Vater an, sich Eve zu nähern, und über die Zeit fängt auch Casey an, Eve zu mögen.
Am Ende ist es Eves Entschluss, sich zurückzuverwandeln, nachdem die Produktion der Eve-Puppe eingestellt werden soll. Um die Produktion zu retten, beschwört sie selber den Gegenzauber herauf. Bei ihrer Verabschiedung dankt sie Casey und ihrem Vater für die Dinge, welche sie durch die beiden lernte. Sie verspricht von nun an, mehr kleinen Mädchen zu helfen.
Nachdem Eve verschwunden ist, fängt Casey wieder an, ihr Leben zu leben. Sie trifft sich mit Freundinnen und hat neuen Lebensmut gefasst.

## Kritiken
Filmdienst schrieb, der Film sei eine „einfältige Fantasykomödie, die Supermodel Tyra Banks zu ihrer ersten Filmrolle“ verhelfe.
Die Zeitschrift Cinema spottete, die gezeigte Puppe habe mehr Seele als dieser TV-Kinderfilm.

## Hintergründe
Der Film wurde in Vancouver gedreht. Seine Premiere im US-amerikanischen Fernsehen fand am 5. März 2000 statt. In Australien und Spanien wurde er zuerst auf Video bzw. DVD veröffentlicht.